# 費薩爾·本·侯賽因王子
費萨尔·本·侯賽因（阿拉伯语：‎，1963年10月11日—）是约旦国王侯賽因一世和來自英國的穆娜王妃的兒子，出生于安曼。根據家譜，王子是伊斯蘭教先知穆罕默德的後裔之一。現任國王阿卜杜拉二世是他的胞兄，除此之外他還有另外兩位胞妹及七位同父異母的兄弟姊妹。

## 生平
1963年10月11日，費萨尔王子生於安曼的巴勒斯坦醫院，他是胡笙一世的次子和第三名孩子，他有一個同父異母的姊姊和一個同胞兄長和一對雙胞胎妹妹，他自幼分別在英國及美國留學，就讀的學校包括薩里郡的St Edmund's School及麻薩諸塞州的The Bement School和Eaglebrook School。他最後在1981年從華盛頓特區的名校St. Albans School中學畢業。王子隨後在布朗大學主修電子工程並在1985年畢業。就讀大學期間，他報讀了飛行課程並獲得了私人飛機師的牌照。
回到約旦後，王子加入了約旦皇家空軍並最終在2004年升任為中將。他亦會擔任一些軍隊以外的職務。

## 婚姻及家庭

### 首段婚姻
1987年8月，王子和富家小姐艾莉亞·塔巴（Alia Tabba）結婚，塔巴的父親是皇家約旦航空的創辦人。兩人育有三女一子，包括艾雅公主（1990年2月11日出生）、奧馬爾王子（1993年10月22日出生）、雙胞胎莎拉公主及艾莎公主（1997年3月27日出生）。夫婦在2008年離婚。

### 第二段婚姻
2010年10月20日，費萨尔王子和有敘利亞血統的莎拉·巴薩姆·卡巴尼（Sara Bassam Kabbani）在沙特阿拉伯訂婚，並在同年5月24日結婚。三年後女方在自己的Facebook帳戶上宣布自己申請離婚，在9月14日結束三年的婚姻。

### 第三段婚姻
2014年1月4日，王子娶了任職電台主持人的席娜·魯巴德（Zeina Lubbadeh），婚禮在女方家中進行。他們的兒子阿卜杜拉（Abdullah bin Al Feisal）在2016年2月17日出生。